# دیلان اجی هرزی
دیلان اجی هرزی (انگلیسی: Dylan Adjei-Hersey؛ زادهٔ ۶ سپتامبر ۲۰۰۲) بازیکن فوتبال است.